# Manila
Manila (em filipino: Maynilà, pronunciado: [majˈnilaʔ]; em inglês:  Manila, pronunciado em inglês filipino: [məˈnɪlə]) é a capital das Filipinas e a segunda cidade do país em número de habitantes. A cidade está situada na costa oriental da baía de Manila, junto à desembocadura do rio Pasig, na ilha de Luzon.
Ocupando uma área total de 38,3 km é a segunda cidade mais populosa das Filipinas, com mais de 1,6 milhões de habitantes. Apenas a vizinha Quezon, a antiga capital do país é mais populosa. A área metropolitana é a segunda mais populosa do Sudeste Asiático. De acordo com o censo de 1 de maio  de  2020 possui uma população de 1 846 513 pessoas e 486 293 domicílios.
Foi fundada em 24 de junho de 1571 pelo conquistador espanhol Miguel López de Legazpi, havendo sofrido ao longo de sua história diversos episódios bélicos, que provocaram a perda de parte de seu rico patrimônio arquitetônico e cultural.
Manila é também a sede de diversas universidades, assim como de um amplo elenco de entidades culturais do país, sendo classificada como cidade global "gama" pela Globalization and World Cities Study Group and Network (GaWC).

## Etimologia
Tradicionalmente, atribui-se seu nome original Maynila da frase em tagalog May nilad que significa "(aonde) há nilá". O "nilá" (Scyphiphora hydrophyllacea) é um arbusto que cresce na região. Porém, há quem diga que a frase em tagalog quer dizer apenas "lugar onde algo prevalece" e que o nome mesmo da planta ser "nilá" não passa de um mito.

## História

### Período pré-colonial

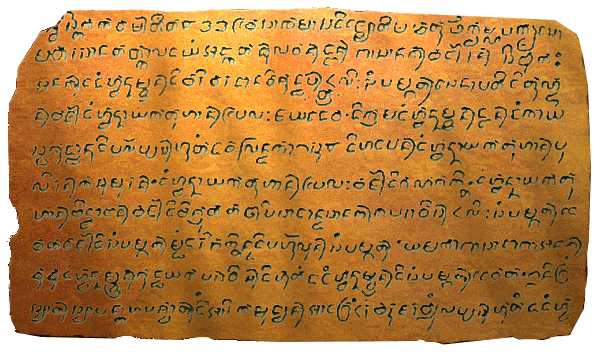
A inscrição de Copperplate de Laguna é o registro histórico mais antigo das Filipinas. Tem a primeira referência histórica de Tondó e data do ano Saka 822 (900).

A evidência mais antiga da vida humana em torno de Manila atual é a próxima Angono Petroglyphs, que remonta a cerca de 3 000 a.C.. Os Negritos, habitantes aborígines das Filipinas, viviam na ilha de Luzon, onde fica Manila, antes de os malaios-polinésios migrarem e assimilarem-nos.
O Reino de Tondó floresceu durante a segunda metade da dinastia Ming, como resultado de relações comerciais diretas com a China. O distrito de Tondó era a capital tradicional do império, e seus governantes eram reis soberanos, não meros caudilhos. Eles foram tratados de várias maneiras, como panginuan em Maranao ou panginoon em tagalo ("cavalheiros"); anák banwa ("filho do céu"); ou lakandula ("senhor do palácio"). O imperador da China considerou os Lakanos - os governantes da antiga Manila - como "王", ou reis.
No século XIII, Manila consistia em um assentamento fortificado e um distrito comercial às margens do rio Pásig. Em seguida, ele foi colonizado pelo Império Indianized de Mayapajit, como registrado no poema épico laudatório " Nagarakretagama ", descrevendo a conquista da área por Maharaja Hayam Wuruk. 2 Selurong (षेलुरोङ्), um nome histórico para Manila, aparece no Canto 14 ao lado de Sulot, o que é agora Sulu e Kalka.
Durante o reinado do sultão Bolkiah (1485-1521), o Sultanato de Brunei invadido, querendo tirar proveito do comércio com a China por atacar Tondo ao redor e o estabelecimento de muçulmanos no Reino de Manila (كوتا سلودوڠ, Kota Seludong ). O rayajnato foi governado e pagou uma homenagem anual ao sultanato de Brunei como um estado satélite. Uma nova dinastia foi estabelecida sob o líder local, que aceitou o Islã e se tornou Rajah Salalila. Ele estabeleceu um desafio comercial para o já rico Lakan Dula em Tondó. O Islã foi reforçado com a chegada de comerciantes muçulmanos de Oriente Médio e Sudeste Asiático.

### Dominação espanhola
Na margem meridional do rio Pasig encontra-se a cidade colonial, Intramuros, fundada em 1571 e que, apesar da destruição levada a cabo pelos Estados Unidos durante a Segunda Guerra Mundial, contém ainda notáveis exemplos da arquitetura espanhola do século XVII, junto a uma muralha que a rodeia e que se começou a construir em 1590, durante o governo de Gómez Pérez das Mariñas.
Manila, antes da chegada dos espanhóis, era um enclave muçulmano no qual já se desenvolvia um florescente comércio com a China e outros pontos da Ásia Oriental. Em 1570, depois de ter sido obrigado a retirar-se de Cebu por piratas portugueses, López de Legazpi, sabendo de uma próspera cidade muçulmana em Luzón, decidiu fazer dela sua capital. Para tanto, enviou seu tenente, Martín de Goiti para que localizasse o sultanato e averiguasse seu potencial econômico. Goiti ancorou sua frota em Cavite, e tentou estabelecer a autoridade da coroa espanhola por meios pacíficos, enviando uma mensagem de amizade ao rajá Solimão II. O soberano respondeu que queria estabelecer laços amigáveis com os espanhóis, mas que não se submeteria aos invasores e não se tornaria um súdito do rei espanhol. Os conquistadores entenderam essa resposta como um ato de guerra e depois de requisitar reforços, atacaram os muçulmanos em junho de 1570. Após conquistarem a cidade, Goiti voltou a Panay, onde se encontrava o governador. Finalmente, em 1571, Legazpi, retornou com suas tropas para estabelecerem-se definitivamente. Os muçulmanos atearam fogo à cidade e a abandonaram, instalando-se em Tondo e outros povoados vizinhos. Em 9 de junho de 1571 começou a construção do forte.
Solimão, o rajá deposto, depois de tentar obter sem êxito o apoio do rajá de Tondo, chamado Lacandula, e dos pampanguenhos e pangassinenhos, reuniu um forte contingente de nativos tagalos. Atacou os espanhóis, que novamente o derrotaram, morrendo na Batalha de Bangcusay. Após a revolta começou o trabalho "civilizador" e catequizador. Manila se constituiria em capital da evangelização católica do Sudeste asiático.  Primeiro chegaram os agostinianos, seguidos dos franciscanos, dominicanos e jesuítas. Os espanhóis decretaram o monopólio comercial, tal como costumavam fazer as metrópoles coloniais daquela época. Os chineses se viram prejudicados por essas medidas e se produziram distúrbios, rapidamente controlados.  Como castigo, foram submetidos a novos e pesados tributos.
Em 1574, o pirata chinês Li Ma Hong, a frente de uma frota com 62 embarcações que transportavam 3 mil homens, tentou, sem sucesso, conquistar a cidade. O governador Guido de Lavezares e Juan de Salcedo, comandando 500 espanhóis, expulsaram a frota mercenária sino-japonesa. Após o desastre da investida chinesa, os espanhóis decidiram confinar tanto os chineses residentes na cidade quanto os que trabalhavam como mercadores em um distrito separado chamado Parián de Alcaicería (Mercado da Alcaicería).
Em 1601 os jesuítas fundaram em Manila um seminário para nobres, que foi a primeira instituição educacional do país.
Há uma breve etapa de ocupação britânica, durante a Guerra dos Sete Anos, após um prolongado assédio, uma frota inglesa conseguiu tomar a cidade no dia 5 de outubro de 1762. Em 1763 foi assinado o Tratado de Paz de Paris e o controle britânico sobre Manila manteve-se até 1764.

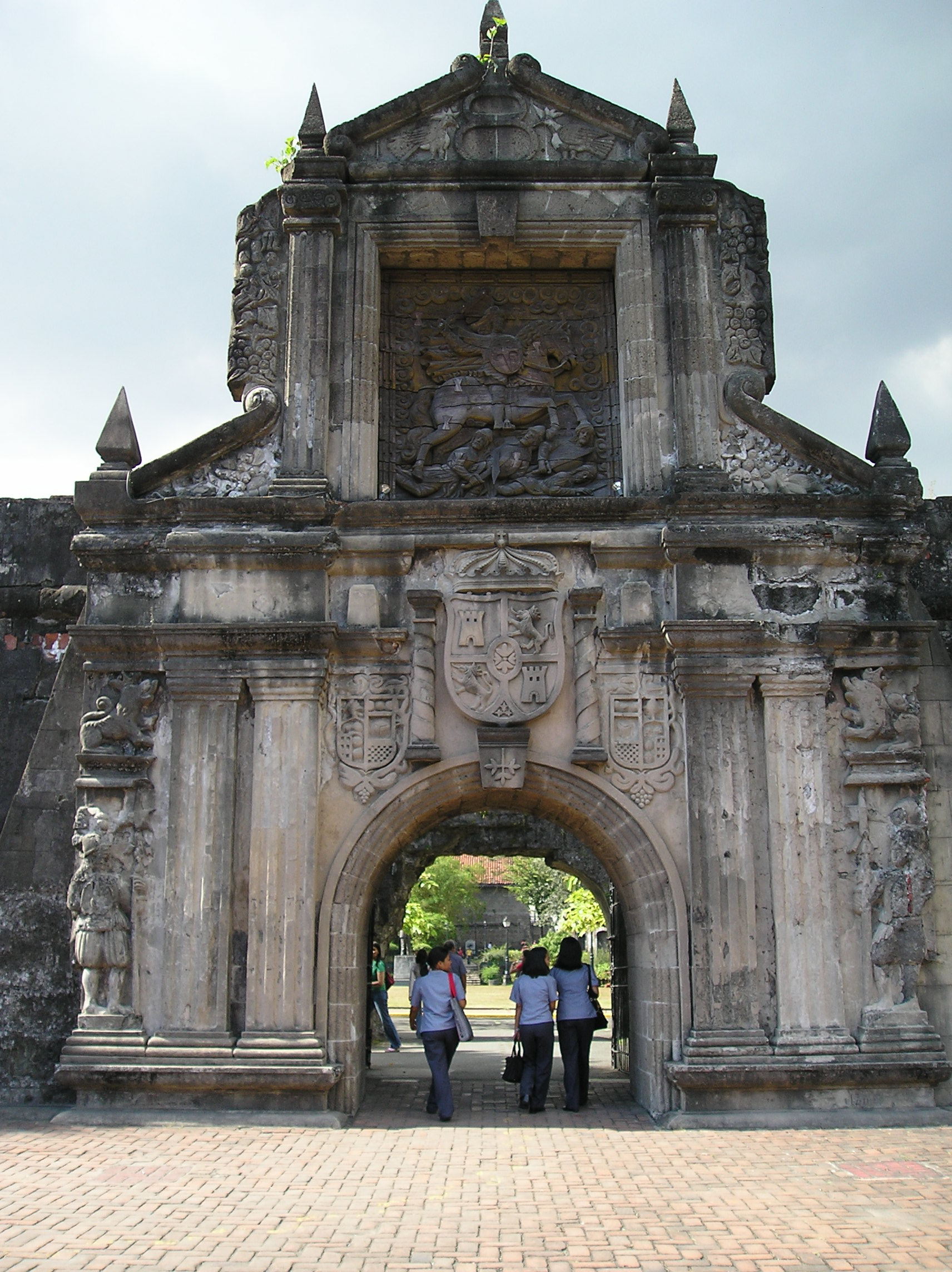
Entrada do Forte de Santiago, vestígio da presença espanhola em Manila.

Em 1595 Manila foi designada como capital do arquipélago, assim como capital de sua província, que abarcava quase toda a ilha de Luzón.  De 1762 a 1764, os ingleses ocuparam Manila; e o saque por eles perpetrado foi espantoso, sendo perdidos uma infinidade de documentos e de obras de arte.
Após a independência do Vice-Reino da Nova Espanha, a cuja jurisdição administrativa pertenciam as ilhas, foi a própria metrópole quem se encarregou diretamente de sua gestão, reforçando desta vez o poder administrativo das ordens religiosas. A ampla província, chamada posteriormente de Tondo, foi segregando-se e formando outras.
A capital colonial espanhola viu-se enriquecida com grandes quantidades de monumentos: palácios privados e públicos, amplos conventos, belos templos. Aqui foi erguida a primeira universidade da Ásia, chamada "Real e Pontifícia Universidade de São Tomás". Em suas aulas se formaram as primeiras gerações de "ilustrados", isto é, filipinos cultos que ocupariam lugar destacado nos acontecimentos do fim do século.
As ideias liberais, trazidas pelos mesmos elementos espanhóis ou peninsulares, foram rapidamente assimiladas pelas classes ilustradas de mestiços e castizos. Mesmo ilustrados, por sua anticlerical, promovendo ateísmo, racionalismo e do liberalismo nas aldeias, originou os primeiros focos de descontentamento contra as autoridades coloniais e, especialmente, contra o poder absoluto do clero regular. Uma organização secreta chamada Katipunán causou alguns motins que foram rapidamente instrumentalizados pela oposição liberal contra o governador. O movimento se espalhou para outras áreas da ilha e, em 1896, provocou a Revolução Filipina.

### Ocupação estadunidense

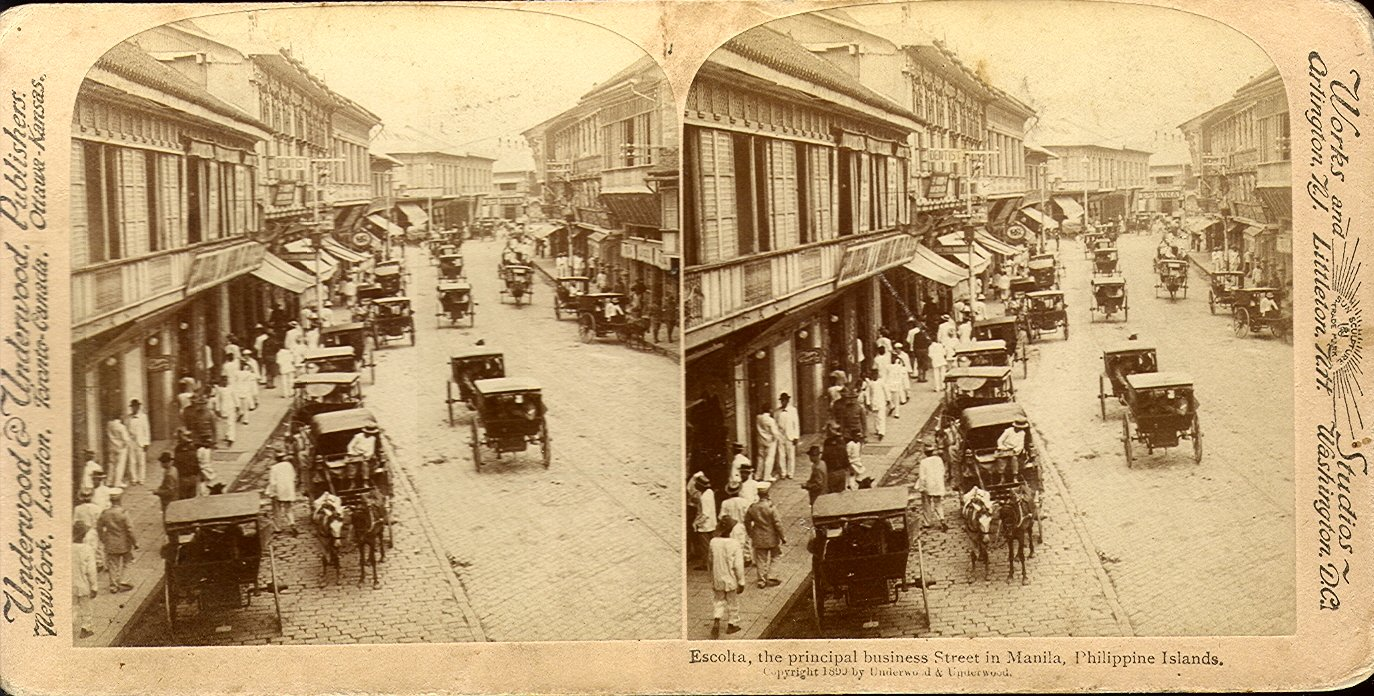
Imagem estereoscópica de Manila em 1899.

Em agosto de 1898, durante a Guerra Hispano-Estadunidense e após a Batalla de Cavite, o exército dos Estados Unidos arrasou e ocupou a cidade. A frota espanhola havia sido amplamente derrotada na baía. Após a intervenção estadunidense, o movimento independentista tomaria especial vigor, ajudado pelos aportes econômicos dos norte-americanos.
Sem embargo, os insurgentes contra a Espanha não tardariam em sofrer amarga surpresa ao ver que os norte-americanos, que se haviam apresentado como libertadores, instituíam-se agora em seus novos líderes. Boa prova disso foi a Batalla de Mock, em 13 de agosto do mesmo ano, na qual os novos invasores derrotaram e expulsaram de Manila as tropas independentistas filipinas. Isso foi seguido por um movimento de brutal repressão.
Até 31 de julho de 1901, os militares dos Estados Unidos determinaram o país e da cidade, e capital do Protetorado, quando a cidade foi transferida para um grupo de colaboradores pertencentes à manileña classe dominante. Sob o controle dos EUA, um novo governo insular civil, liderado pelo governador-geral William Howard Taft, convidou o urbanista Daniel Burnham para adaptar Manila às necessidades modernas. O Plano Burnham incluiu o desenvolvimento de um sistema rodoviário, o uso de hidrovias para o transporte e o embelezamento de Manila com melhorias nas docas e a construção de parques, calçadas e edifícios.
Os prédios planejados incluíam um centro governamental que ocupa todo o campo de Wallace, que se estende do Parque Rizal até a atual Avenida Taft. O Capitólio das Filipinas teve que subir no final da Avenida Taft , olhando para o mar. Juntamente com os edifícios de vários escritórios e departamentos governamentais, formaria um quadrângulo com uma lagoa no centro e um monumento a José Rizal no outro extremo do campo. Do centro governamental proposto em Burnham, apenas três unidades - o Edifício Legislativo e os edifícios dos Departamentos de Finanças e Agricultura - foram concluídas quando a Segunda Guerra Mundial estourou.

### Ocupação japonesa e Segunda Guerra Mundial

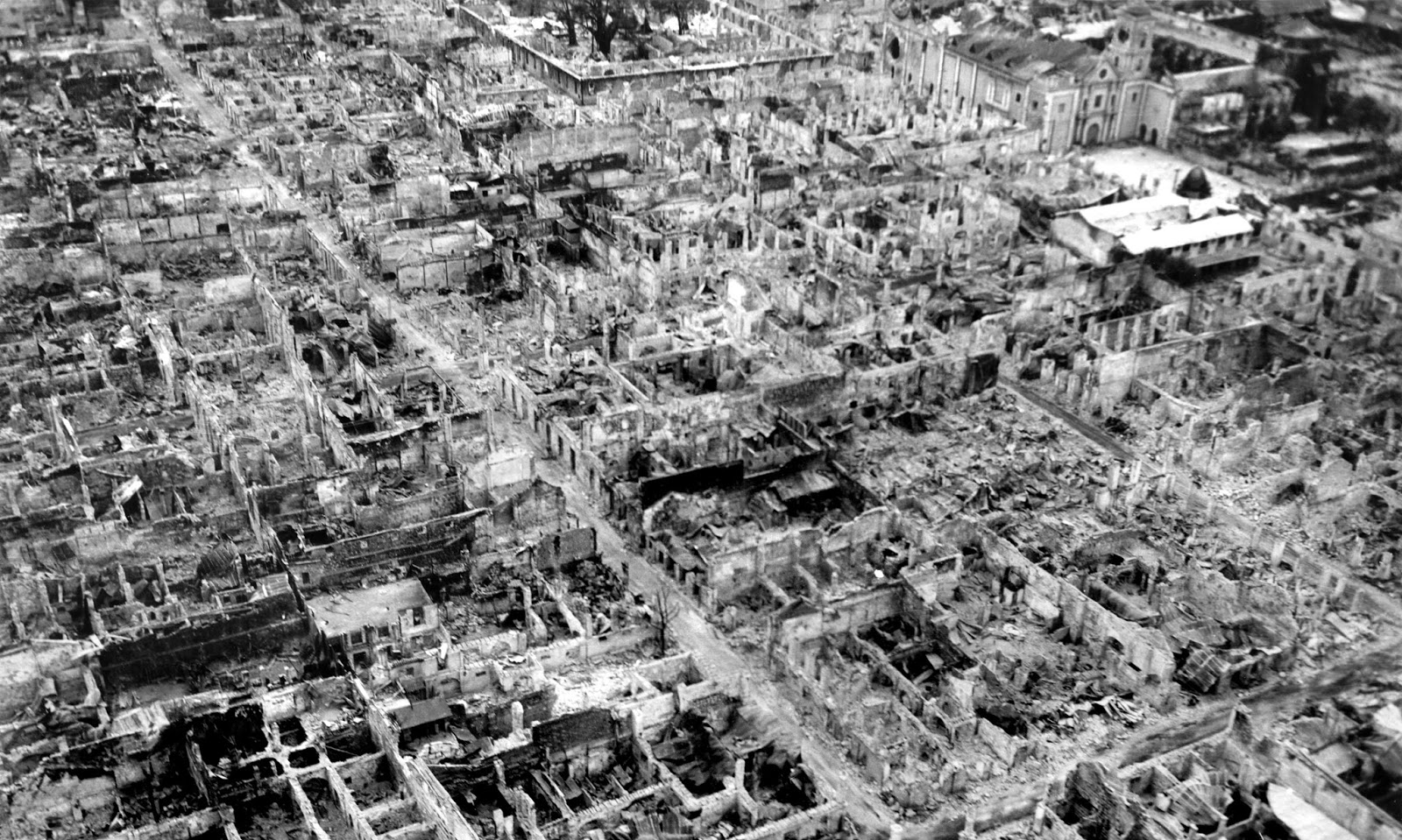
Fotografia de Intramuros destruído, durante a II Guerra Mundial.

Depois do ataque a Pearl Harbor por parte da Marinha Imperial Japonesa em 7 de dezembro de 1941, tropas japonesas desembarcaram nas Filipinas, ocupando a cidade de Manila que, sob ocupação militar nipônica, converteu-se na sede de um governo colaboracionista pró-japonês.

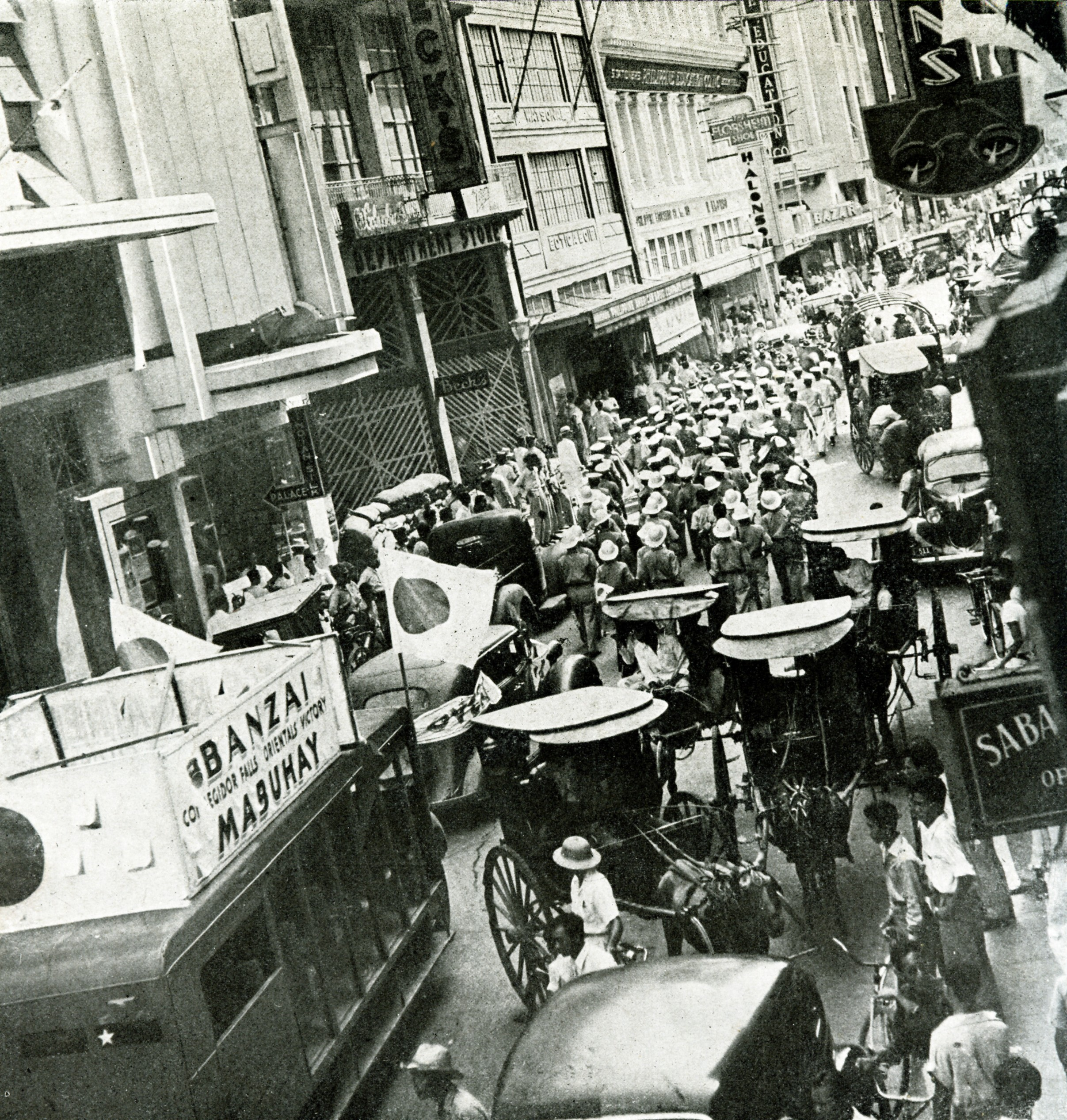
Manila após a queda do governo pró-japonês em 9 de maio de 1943.

Durante a Segunda Guerra Mundial, Manila sofreu uma nova hecatombe por parte dos norte-americanos e filipinos sundalos, que, querendo acabar com as tropas japonesas ocupantes não hesitaram em bombardear a cidade, causando um elevadíssimo número de vítimas civis. Por sua parte, as tropas japonesas se dedicaram a efetuar massacres sobre a indefesa população civil.
Após o fim da guerra, foi reconstruída sob critérios urbanísticos estadunidenses. Deixou de ser uma elegante cidade de traços hispânicos e europeus para converter-se em uma metrópole de grandes ruas retilíneas e elevados arranha-céus, caracterizada por um tráfego caótico e barulhento. Seus numerosos bairros superam já os limites provinciais: O de Makati, em torno ao parque Forbes, é um centro residencial muito importante. O incremento demográfico foi enorme: possuía 100 mil habitantes em 1890; 300 mil em 1920 e 600 mil às vésperas da Segunda Guerra Mundial.

### Período contemporâneo
Em 1948, o presidente Elpidio Quirino mudou a sede do governo das Filipinas em Quezon City, uma nova capital nos subúrbios e campos a nordeste de Manila, criado em 1939 durante o governo do presidente Manuel L. Quezon.A medida pôs fim a qualquer implementação da intenção do Plano Burnham de que o centro do governo esteja em Luneta.
Com Arsenio Lacson nascido em Visayan como seu primeiro prefeito eleito em 1952 (todos os prefeitos eram nomeados antes disso), Manila experimentaram uma Idade de Ouro, novamente ganhando seu status como a "Pérola do Oriente", um apelido obtido antes da Segunda Guerra Mundial. Após o mandato de Lacson na década de 1950, Manila foi liderado por Antonio Villegas durante a maior parte de 1960 Ramon Bagatsing (um índio-Filipino) foi prefeito durante a maior parte da década de 1970 à Revolução do Poder Popular em 1986. prefeitos Lacson, Villegas e Bagatsing são conhecidos coletivamente como o "Três grandes de Manila" por sua contribuição para o desenvolvimento da cidade e seu legado duradouro na melhoria da qualidade de vida e bem-estar da população de Manila.
Durante a administração de Ferdinando Marcos, na região de Metro Manila foi criado como um sistema integrado com a promulgação do Decreto Presidencial nº 824, em 7 de Novembro de 1975. A unidade de área coberta quatro cidades e treze cidades vizinhas, como uma unidade regional de governo separado. No 405° aniversário da fundação da cidade em 24 de Junho de 1976, Manila foi restabelecido por Marcos como a capital das Filipinas pelo seu significado histórico, como a sede do governo da dominação espanhola. Decreto Presidencial nº 940 estados que Manila tem sido sempre para o povo filipino e os olhos do mundo, a principal cidade das Filipinas sendo o centro de comércio, educação e cultura. Simultaneamente com a reincorporação de Manila como capital, Ferdinand Marcos nomeou sua esposa, Imelda Marcos, como a primeira governadora de Metro Manila. Ela começou o rejuvenescimento da cidade, uma vez que mudou a marca de Manila como a "Cidade do Homem".
Durante a era da lei marcial, Manila tornou-se um foco de atividade de resistência quando os manifestantes juvenis e estudantes se confrontavam repetidamente com a polícia e os militares, subordinados ao regime de Marcos. Após décadas de resistência, a revolução do poder popular não-violento (antecessor das revoluções pacíficas que derrubaram a cortina de ferro na Europa) derrubou o autoritário Marcos do poder.
Em 1992, Alfredo Lim foi eleito prefeito, o primeiro chinês filipino a ocupar o cargo. Ele era conhecido por suas cruzadas contra o crime. Lim foi sucedido por Lito Atienza , que serviu como vice-prefeito. Atienza era conhecido por sua campanha (e o slogan da cidade) " Buhayin ang Maynila " (Manila revive), que viu a criação de vários parques e de reparação e reabilitação de instalações danificadas na cidade. Ele foi prefeito da cidade por 9 anos antes de ser afastado do cargo.
Lim, mais uma vez correu para prefeito e derrotou o filho de Ali Atienza nas eleições municipais em 2007 e revertida imediatamente todos os projetos Atienza alegando que projetos Atienza pouco contribuíram para melhorias na cidade. A relação de ambas as partes se tornou amarga, com os dois se enfrentando novamente durante as eleições municipais de 2010 em que Lim venceu contra Atienza.
Lim foi processado por vereador Dennis Alcoreza em 2008 por direitos humanos acusados de interferência na reabilitação de público, as escolas e foi fortemente criticado por sua resolução agitado incidente tomada de reféns no Rizal Park, uma das crises dos reféns mais letais nas Filipinas. Mais tarde, o vice-prefeito Isko Moreno e 28 vereadores apresentado outro caso contra Lim em 2012, afirmando que a declaração de Lim em uma reunião foi "ameaçando" a eles.

## Geografia
Manila ocupa uma posição única nas Filipinas, tanto por ser a capital do país como por ser igualmente a capital de sua área metropolitana, composta por várias cidades e treze municípios. Limita ao norte com as cidades de Navotas e Caloocan, a nordeste com Cidade Quezón e San Juan del Monte e ao sul com a cidade de Pasay. A oeste da cidade encontra-se a maravilhosa baía de Manila.
Situada na costa oriental da vasta e profunda baía homônima, bem protegida pela península de Bataan e fechada sua saída ao mar da China pelo ilhéu de Corregidor, estende-se na desembocadura do rio Pasig que a divide em duas partes. Ao sul se encontra o antigo centro espanhol de Intramuros, solar da cidade amuralhada. No norte encontram-se os modernos bairros residenciais e comerciais. A zona industrial concentra-se na região portuária.

### Região Metropolitana

Mapa da cidade de Manila

Manila é o centro de "Metro Manila", nome pelo qual é conhecida sua região metropolitana que conforma uma metrópole de mais de 10 milhões de habitantes e que compreende as cidades de Quezon, Caloocan, Pasay, Taguig, e Manila. Também pertencem a ela os seguintes municípios: Navotas, Malabón, Valenzuela, Mariquina, Pasig, Mandaluyong, San Juan del Monte, Makati, Taguig, Parañaque, Las Piñas e Muntinglupa.
Metro Manila é dirigida por um governador que gestiona seus serviços através de diferentes escalões administrativos.

### Clima
No sistema de classificação climática de Köppen-Geiger, Manila possui um clima tropical de savana (do tipo Am) próximo do clima tropical de monções (Aw). Devido à sua localização geográfica próxima à Linha do Equador, as temperaturas ficam raramente abaixo de 20 °C ou acima de 38 °C.
Manila tem uma estação seca de dezembro a abril, e uma estação chuvosa relativamente longa, que abrange o restante do ano com temperaturas elevadas. Na estação chuvosa raramente chove o dia todo, mas a precipitação é muito intensa durante períodos curtos. Os tufões podem ocorrer entre junho e setembro, causando inundações em partes da cidade. Os níveis de umidade são elevados todo o ano, mesmo durante o período seco.
| Dados climatológicos para Manila                                            | Dados climatológicos para Manila | Dados climatológicos para Manila | Dados climatológicos para Manila | Dados climatológicos para Manila | Dados climatológicos para Manila | Dados climatológicos para Manila | Dados climatológicos para Manila | Dados climatológicos para Manila | Dados climatológicos para Manila | Dados climatológicos para Manila | Dados climatológicos para Manila | Dados climatológicos para Manila | Dados climatológicos para Manila |
| Mês                                                                         | Jan                              | Fev                              | Mar                              | Abr                              | Mai                              | Jun                              | Jul                              | Ago                              | Set                              | Out                              | Nov                              | Dez                              | Ano                              |
| --------------------------------------------------------------------------- | -------------------------------- | -------------------------------- | -------------------------------- | -------------------------------- | -------------------------------- | -------------------------------- | -------------------------------- | -------------------------------- | -------------------------------- | -------------------------------- | -------------------------------- | -------------------------------- | -------------------------------- |
| Temperatura máxima média (°C)                                               | 30,2                             | 31,1                             | 32,8                             | 34,3                             | 34,2                             | 32,4                             | 31,3                             | 31,8                             | 31,1                             | 31,2                             | 31                               | 30,3                             | 31,8                             |
| Temperatura média (°C)                                                      | 25,6                             | 26,1                             | 27,6                             | 29,1                             | 29,5                             | 28,4                             | 27,7                             | 27,4                             | 27,6                             | 27,3                             | 26,9                             | 26                               | 27,4                             |
| Temperatura mínima média (°C)                                               | 20,9                             | 21,1                             | 22,5                             | 24                               | 24,8                             | 24,4                             | 24,1                             | 24                               | 24                               | 23,5                             | 22,8                             | 21,6                             | 23,1                             |
| Precipitação (mm)                                                           | 6,3                              | 3,3                              | 7,1                              | 9,3                              | 100,4                            | 272,7                            | 341,2                            | 398,3                            | 326                              | 230                              | 120,4                            | 48,8                             | 1 863,8                          |
| Dias com precipitação                                                       | 1                                | 1                                | 1                                | 1                                | 7                                | 14                               | 16                               | 19                               | 17                               | 13                               | 9                                | 5                                | 104                              |
| Insolação (h)                                                               | 186                              | 197,8                            | 217                              | 270                              | 217                              | 150                              | 124                              | 124                              | 120                              | 145                              | 150                              | 155                              | 2 055,8                          |
| Fonte: Organização Meteorológica Mundial (WMO) e Observatório de Hong Kong. |                                  |                                  |                                  |                                  |                                  |                                  |                                  |                                  |                                  |                                  |                                  |                                  |                                  |

## Economia
Depois da independência de 1947, houve uma mudança na política econômica das Filipinas, de estímulo às exportações à substituição de importações. A região próxima à capital foi a grande beneficiada das políticas de substituição das importações.
A base industrial da cidade tem se incrementado nas décadas recentes para incluir produtos têxtis, publicações diversas, gráficas, comida processada, e a manufatura de tabaco, pinturas, produtos medicinais, óleos, sabão e madeira.

## Cultura

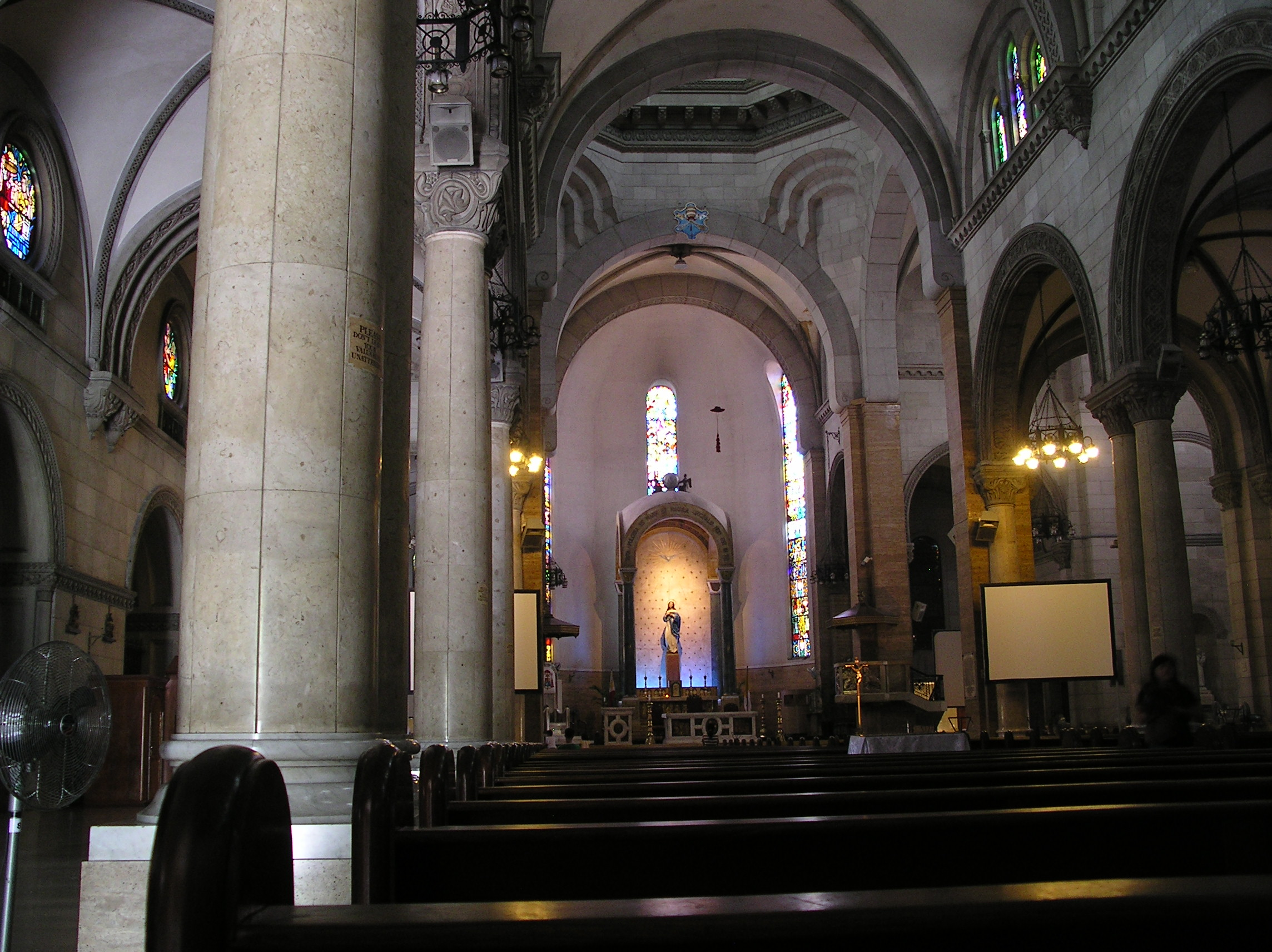
Interior da Catedral de Manila

As igrejas em estilo barroco de San Agustín e de Santo Domingo, com o convento anexo, as antigas fortificações espanholas e os restos do Forte Santiago, ademais de alguns modernos e interessantes edifícios como o Coliseum, são os principais lugares de interesse artístico.
Manila é um importante centro cultural, sede da Universidade de São Tomás e da Academia Filipina de la Lengua Española, possui vários museus, assim como bibliotecas e um observatório.
Em 1995, o papa João Paulo II visitou a cidade, durante a realização da Jornada Mundial da Juventude, a qual reuniu mais de 5 milhões de jovens do mundo inteiro.

### Religião
Religiões em Manila
Como resultado da colonização espanhola, Manila é uma cidade predominantemente cristã. A partir de 2010, os católicos romanos eram 93,5% da população, seguidos pelos adeptos da Iglesia ni Cristo (1,9%); várias igrejas protestantes (1,8%); e budistas (1,1%). Membros do Islã e outras religiões compõem os 1,4% restantes de sua população.
Manila é sede de importantes igrejas e instituições católicas. Existem 113 igrejas católicas dentro dos limites da cidade; 63 são considerados os principais santuários, basílicas ou catedral. A Catedral de Manila é a sede da Arquidiocese Católica Romana de Manila e a igreja mais antiga estabelecida no país. Além da Catedral de Manila, também existem a Basílica Menor de San Sebastián. Manila também tem outras paróquias localizadas em toda a cidade, algumas delas datando do período colonial espanhol, quando a cidade serve de base para inúmeras missões católicas nas Filipinas e na Ásia além.

### Esportes
Manila foi sede dos Jogos Asiáticos de 1954, onde foi construído o Rizal Memorial Sports Complex, principal centro poliesportivo do país.

## O espanhol em Manila

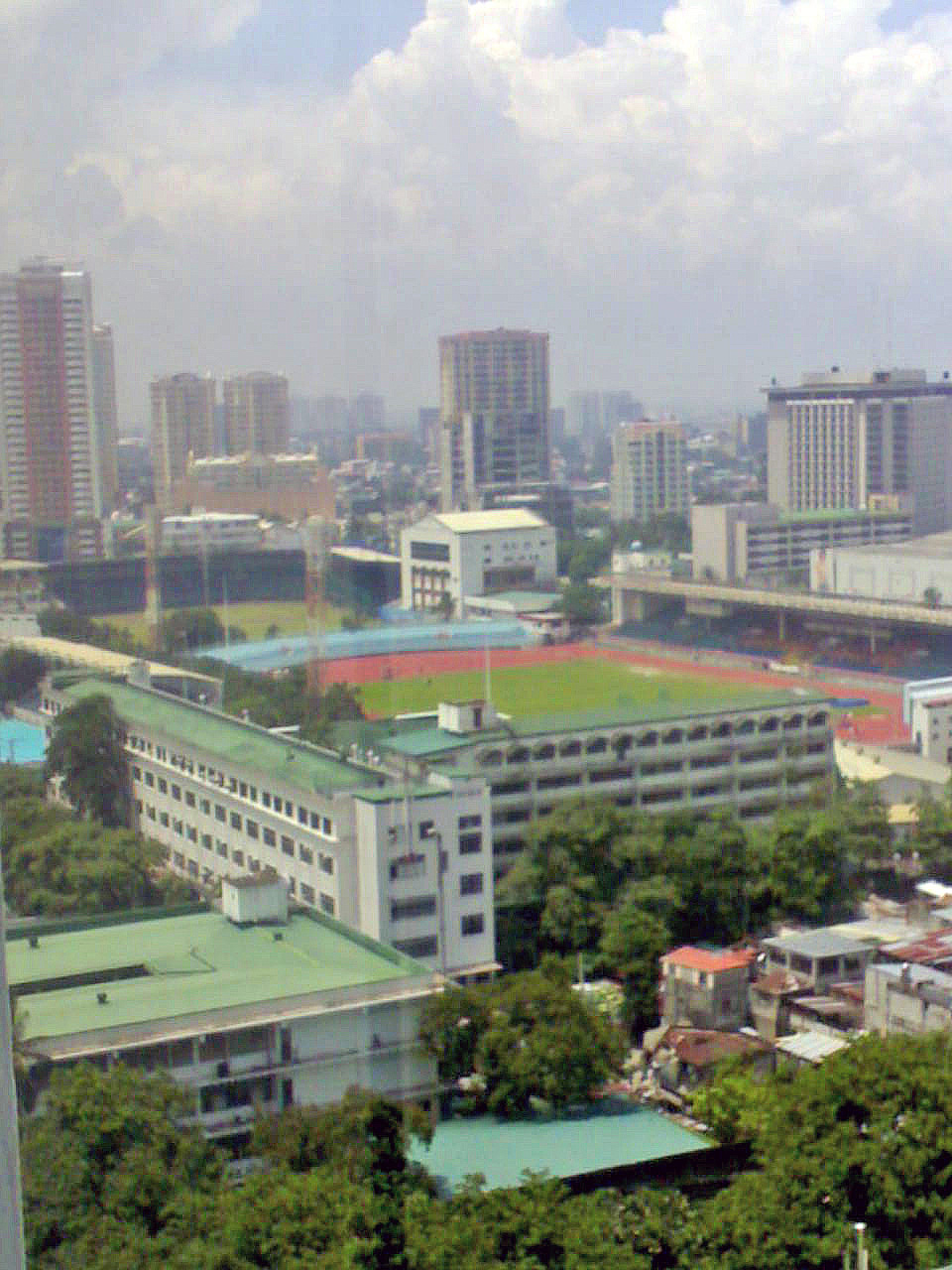
A Universidade De La Salle-Manila.

A presença da língua espanhola se mantém na cidade e se fortalece com a presença da Academia Filipina de la Lengua Española e do Instituto Cervantes. Entre as personalidades que mais se distinguem pela preservação do legado hispânico encontra-se Guillermo Gómez Rivera, ex-professor da Adamson University e membro da Academia Filipina de la Lengua. A Presidente Gloria Arroyo Macapagal também faz parte da Instituição. A entrada das Filipinas na APEC fortaleceu as ligações com países de língua espanhola, como México, Peru e Chile, o que resulta na indispensável aprendizagem do idioma espanhol por parte dos jovens filipinos.

## Educação
Manila é sede de várias escolas e universidades. Algumas delas vão listadas abaixo com a respectiva data de fundação:
- O Colégio de San Juan de Letran (1620);
- A Pamantasan ng Lungsod ng Maynil (Universidade da Cidade de Manila) (1965);
- A Universidade De La Salle-Manila (1911);
- A Universidade de Manila (1913);
- A Universidade das Filipinas (1908);
- A Universidade Filipina de Mulheres (1919);
- A Universidade do Extremo-Oriente (1928);
- A Universidade Manuel L. Quezón (1947);
- A Real e Pontifícia Universidade de Santo Tomás (Filipinas) (1611);
- A Universidade do Centro Escolar (1907).

## Cidades-irmãs
| Winnipeg, Manitoba, Canadá         | Incheon, Coreia do Sul            | Pequim, República Popular da China |
| Haifa, Israel                      | Macau, República Popular da China | Nice, França                       |
| Xangai, República Popular da China | Cartagena das Índias, Colômbia    | Tunja, Colômbia                    |
| Busan, Coreia do Sul               | Guam, Estados Unidos              | Madrid, Espanha                    |
| Santa Bárbara, Estados Unidos      | Sacramento, Estados Unidos        | São Francisco, Estados Unidos      |
| Condado de Maui, Estados Unidos    | Los Angeles, Estados Unidos       | Nova Déli, Índia                   |
| Guarujá, São Paulo, Brasil         | Takatsuki, Japão                  | Yokohama, Japão                    |
| Cidade do Panamá, Panamá           | Moscou, Rússia                    | Bangkok, Tailândia                 |
| Taipé, Taiwan                      | Cidade de Ho Chi Minh, Vietnã     | Lima, Peru                         |